# Anania hortulata
Anania hortulata là một loài bướm đêm thuộc họ Crambidae. Nó được tìm thấy ở châu Âu và Bắc Mỹ.

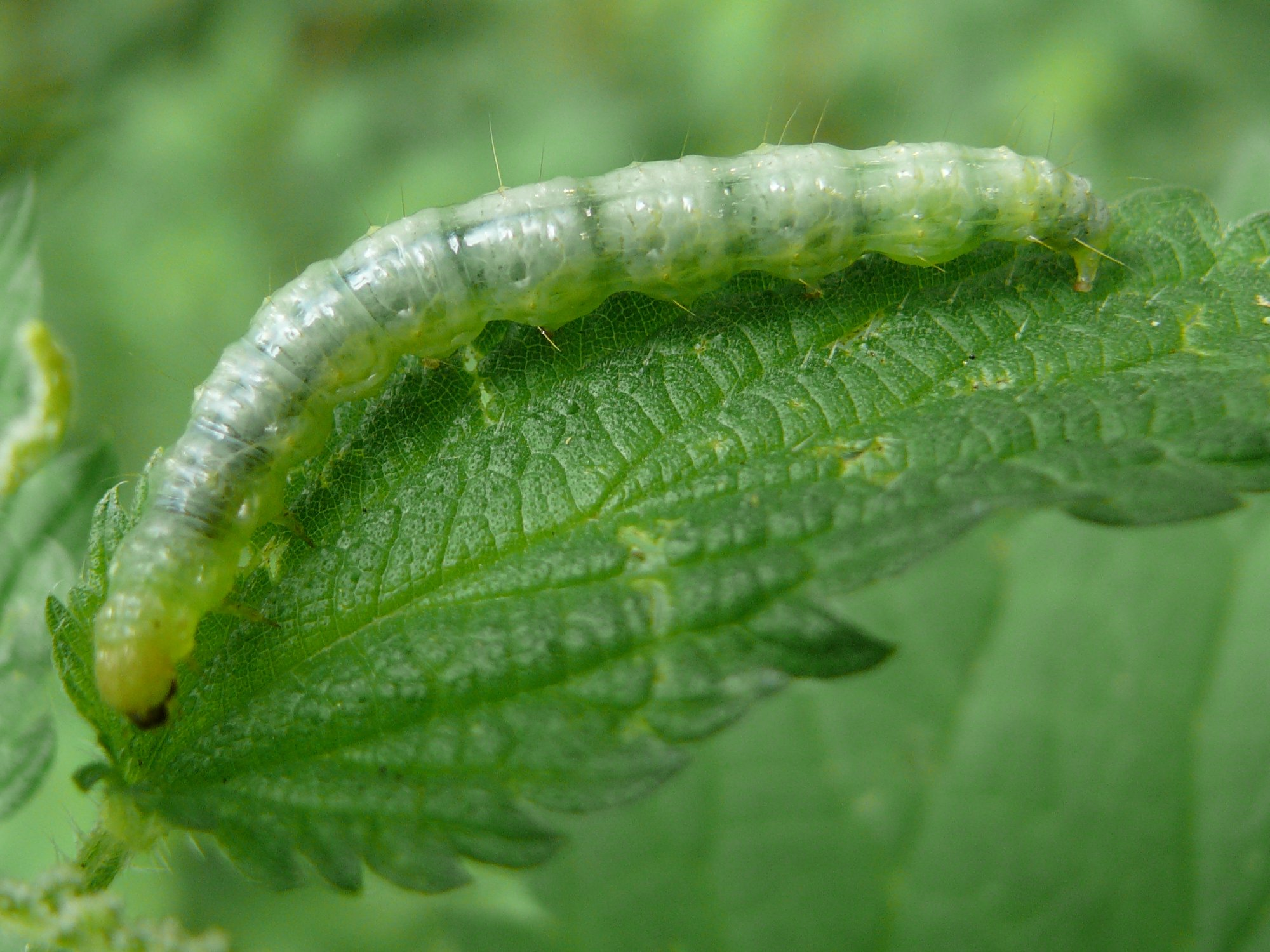
Ấu trùng

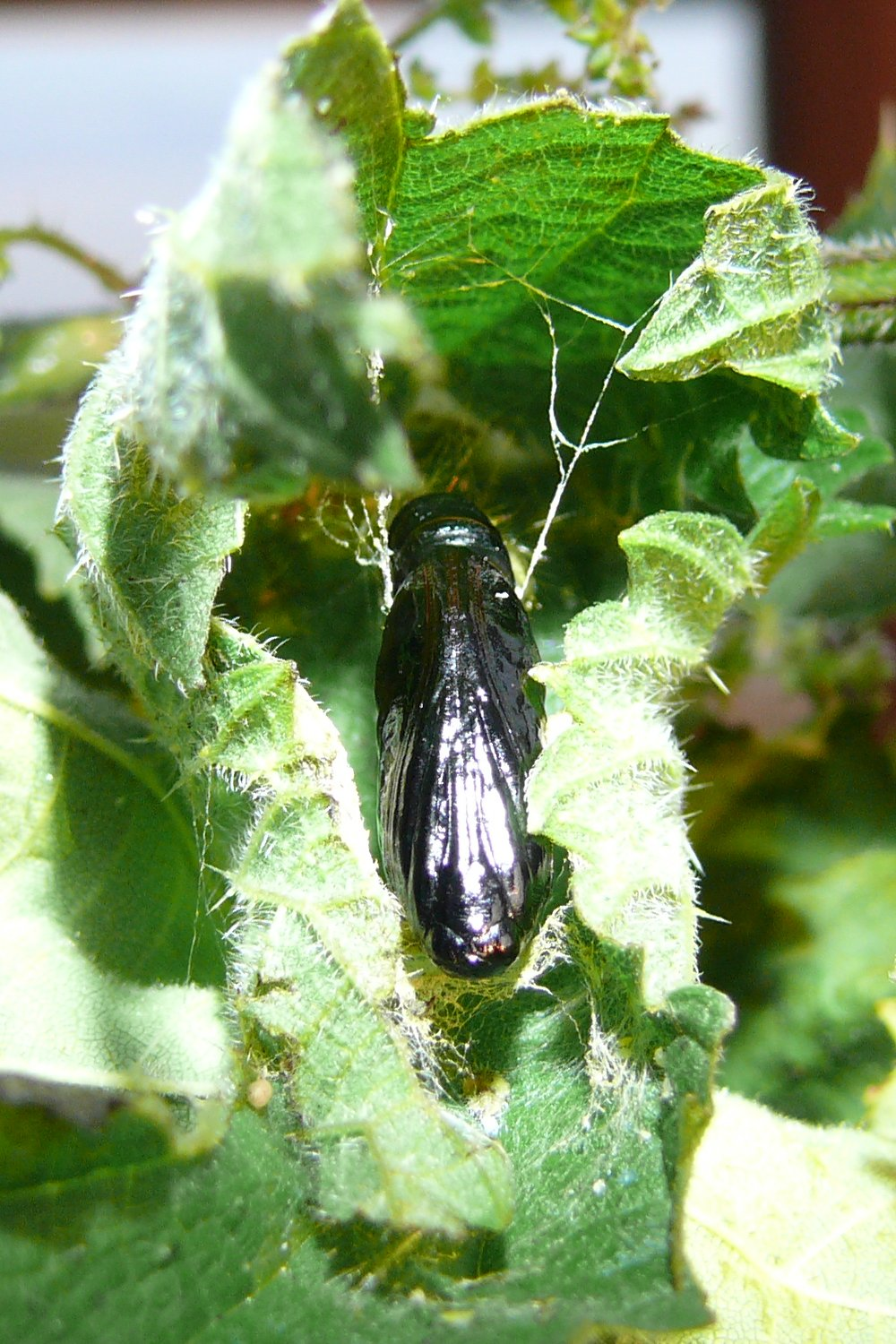
Nhộng

Sải cánh dài 24–28 mm. Con trưởng thành bay từ tháng 6 đến tháng 7 tùy theo địa điểm.
Ấu trùng ăn Stachys và Mint. The adults có ở Nettle.

## Hình ảnh

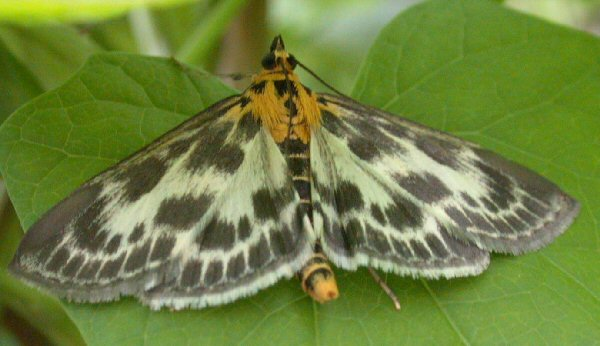
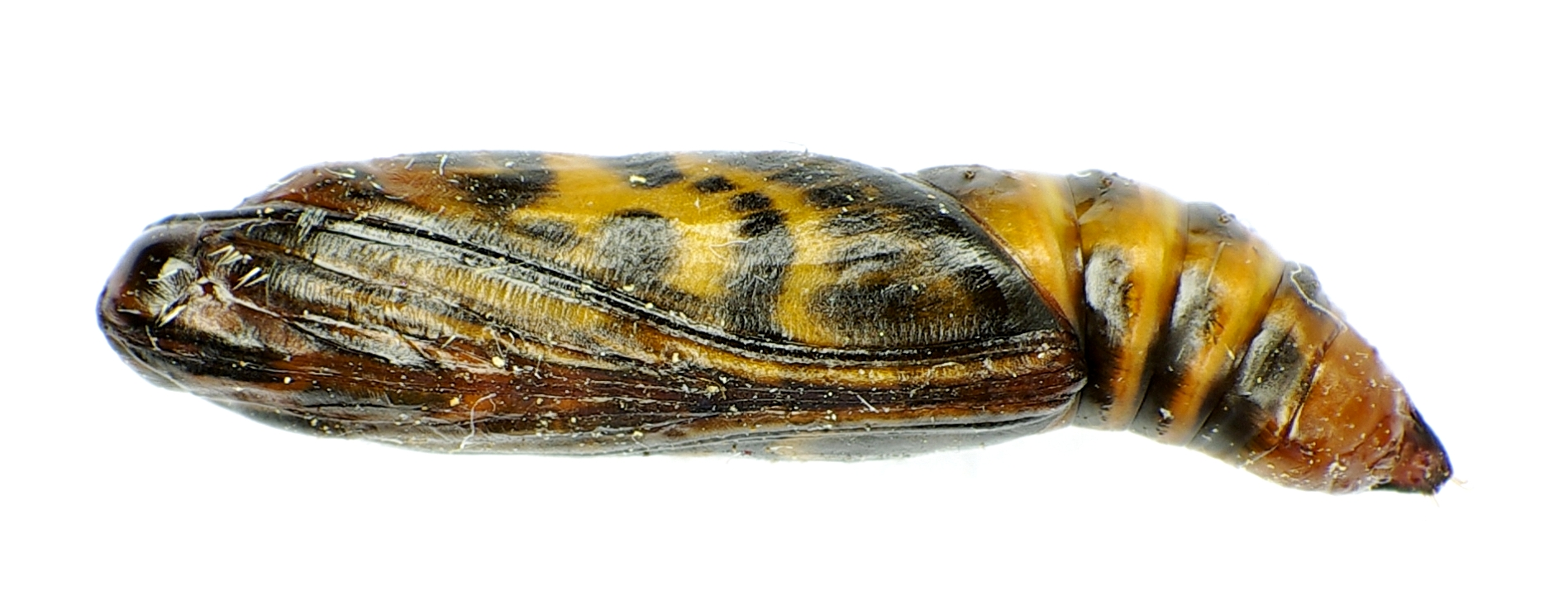
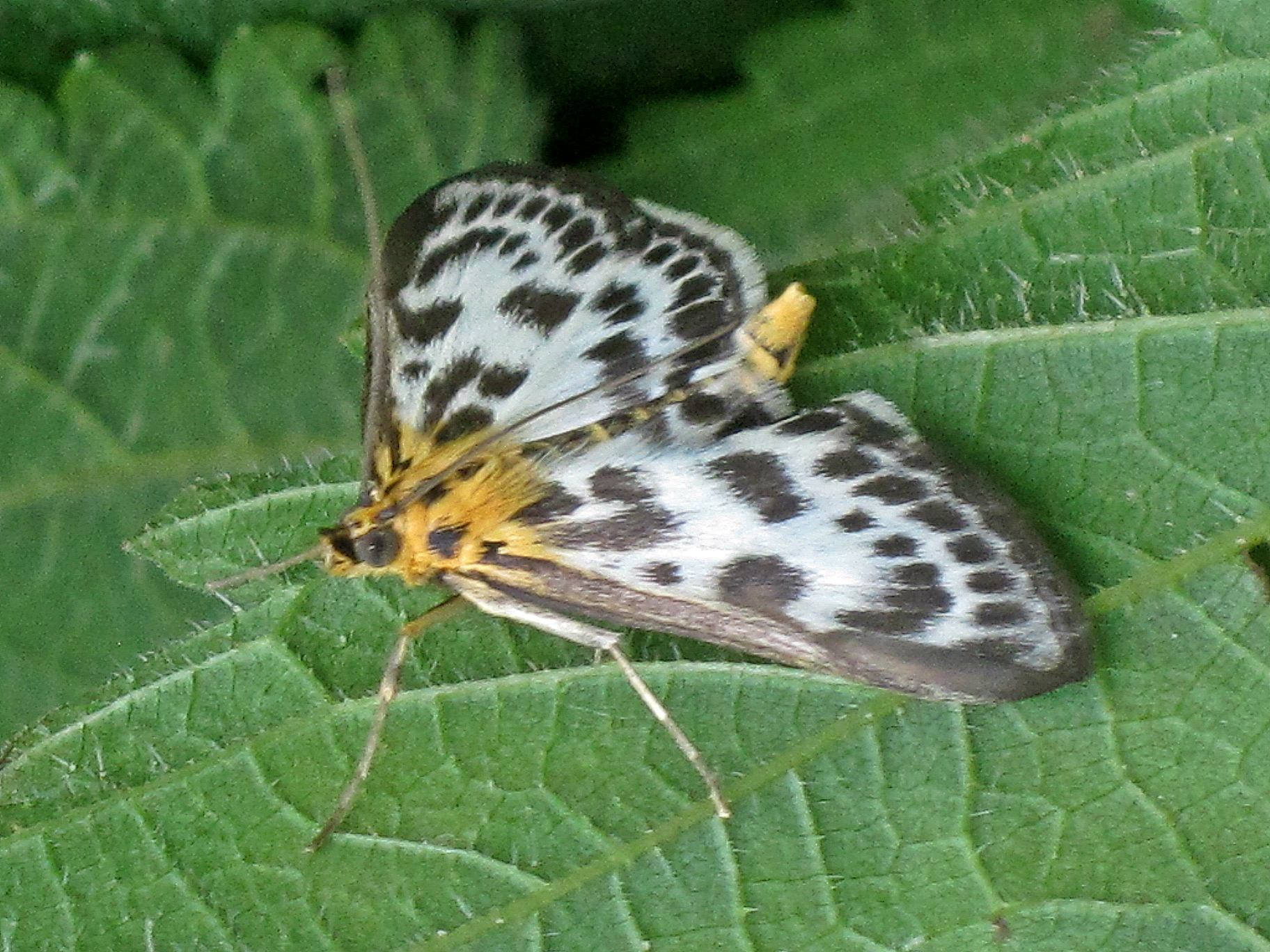
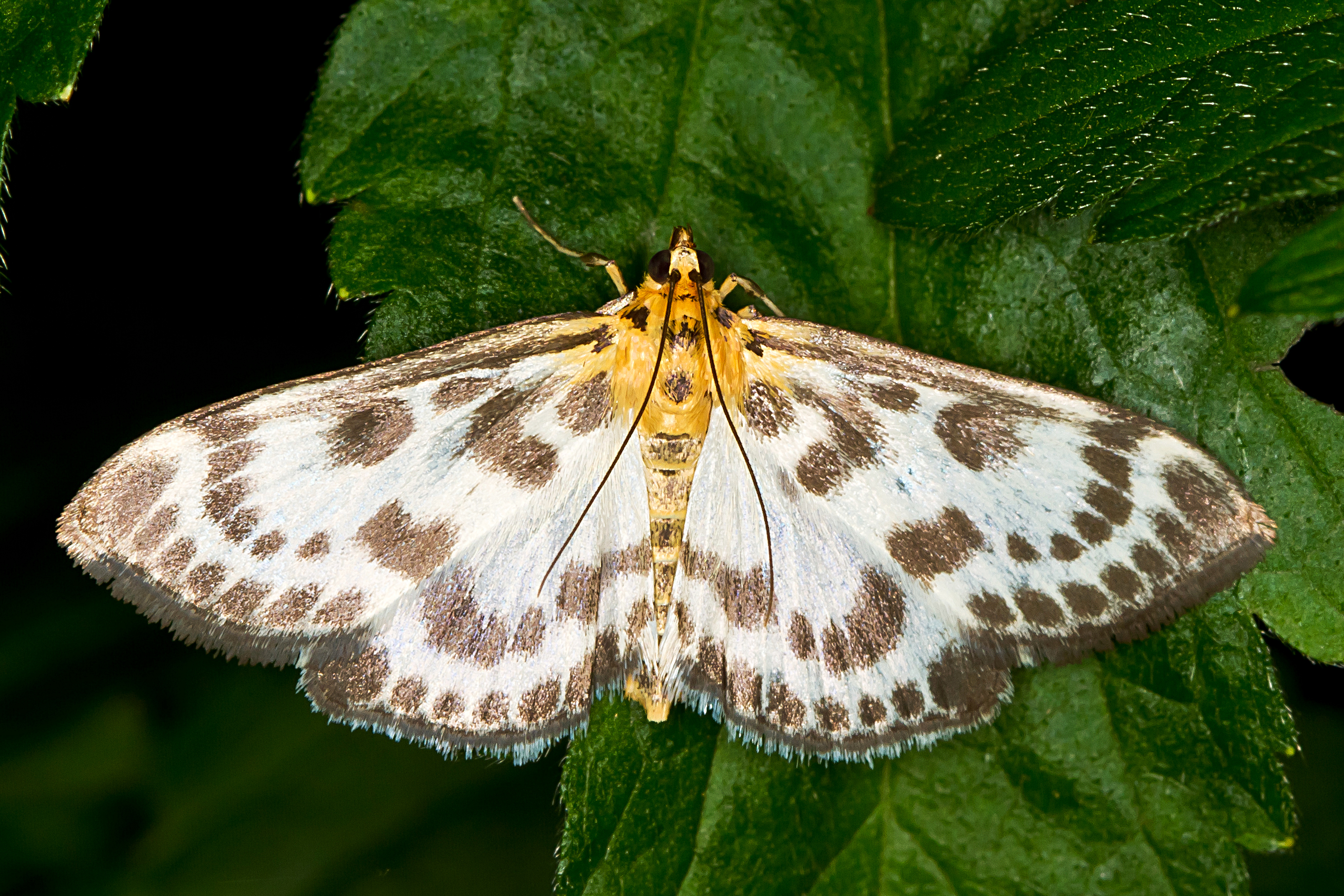